# کوه سندان
قله سندان با ارتفاع ۲۹۸۴ متر در نزدیکی آبادی چرگر از توابع شهرستان ابهر در استان زنجان می‌باشد این قله به دلیل ارتفاع زیادش از سطح زمین در پای کار مورد توجه کوهنوردان منطقه بوده دارای مسیر مختلف صعود آسان و مشکل می‌باشد.با اینکه چند قله بلند تر از سندان نیز در استان زنجان وجود دارد (برای مثال آغ داغ در ویر با 3065 متر ارتفاع از سطح دریا) ولی به دلیل بلندی آن از پای کار برخی از آن به عنوان بلندترین قله استان زنجان نیز نام می برند.

## منبع
1. ↑  «کوه‌های ایران». هیئت کوه‌نوردی استان زنجان. بایگانی‌شده از اصلی در ۲۹ مه ۲۰۰۷. دریافت‌شده در ۱۲-۰۴-۲۰۰۷. تاریخ وارد شده در |تاریخ بازدید= را بررسی کنید (کمک)